# Offshore islands
Offshore islands is een gezamenlijk studioalbum van John Kerr en Ron Boots. John Kerr zit een beetje vast in zijn eigen versie van elektronische muziek als hij op KLEM Ron Boots ontmoet. Boots introduceert bij Kerr de MIDI en samen maken ze daarop dit album. Na Offshore islands pakte Kerr de draad weer op, want zijn Symphonic voices draait rond dat systeem.  Opnamen vonden plaats in Dreamscape, de thuisstudio van Boots. In 1991 volgde een kleine tournee met Kerr, Boots en Broekhuis. In 1998 werd het album opnieuw uitgegeven; er was een probleem bij de platenhoes. De originelen waren niet meer beschikbaar. 
Ongeveer gelijktijdig werd Boots’ eigen album Dreamscape uitgegeven waarop John Kerr meespeelt.

## Musici
- John Kerr, Ron Boots – synthesizers, elektronica
- Thea van der Putten – zang (klassiek zangeres)
- Bas Broekhuis – percussie

## Muziek
Alles van Kerr en Boots, behalve For those in peril on the sea, part 2 bij W. Whiting (oorspronkelijke titel Eternal father strong to save ).

| Nr. | Titel                                  | Duur  |
| --- | -------------------------------------- | ----- |
| 1.  | Exploration                            | 15:40 |
| 2.  | Offshore islands                       | 8:17  |
| 3.  | Miss you                               | 2:19  |
| 4.  | See you at Christmas                   | 6:20  |
| 5.  | And time stood still                   | 7:24  |
| 6.  | Oceans of emotions                     | 13:50 |
| 7.  | Lightsong                              | 3:30  |
| 8.  | For those in peril on the sea (part 1) | 8:32  |
| 9.  | For those in peril on the sea (part 2) | 5:01  |